# Gainier du Canada
Cercis canadensis
Espèce
Statut de conservation UICN

 LC  : Préoccupation mineure
Classification APG III (2009)

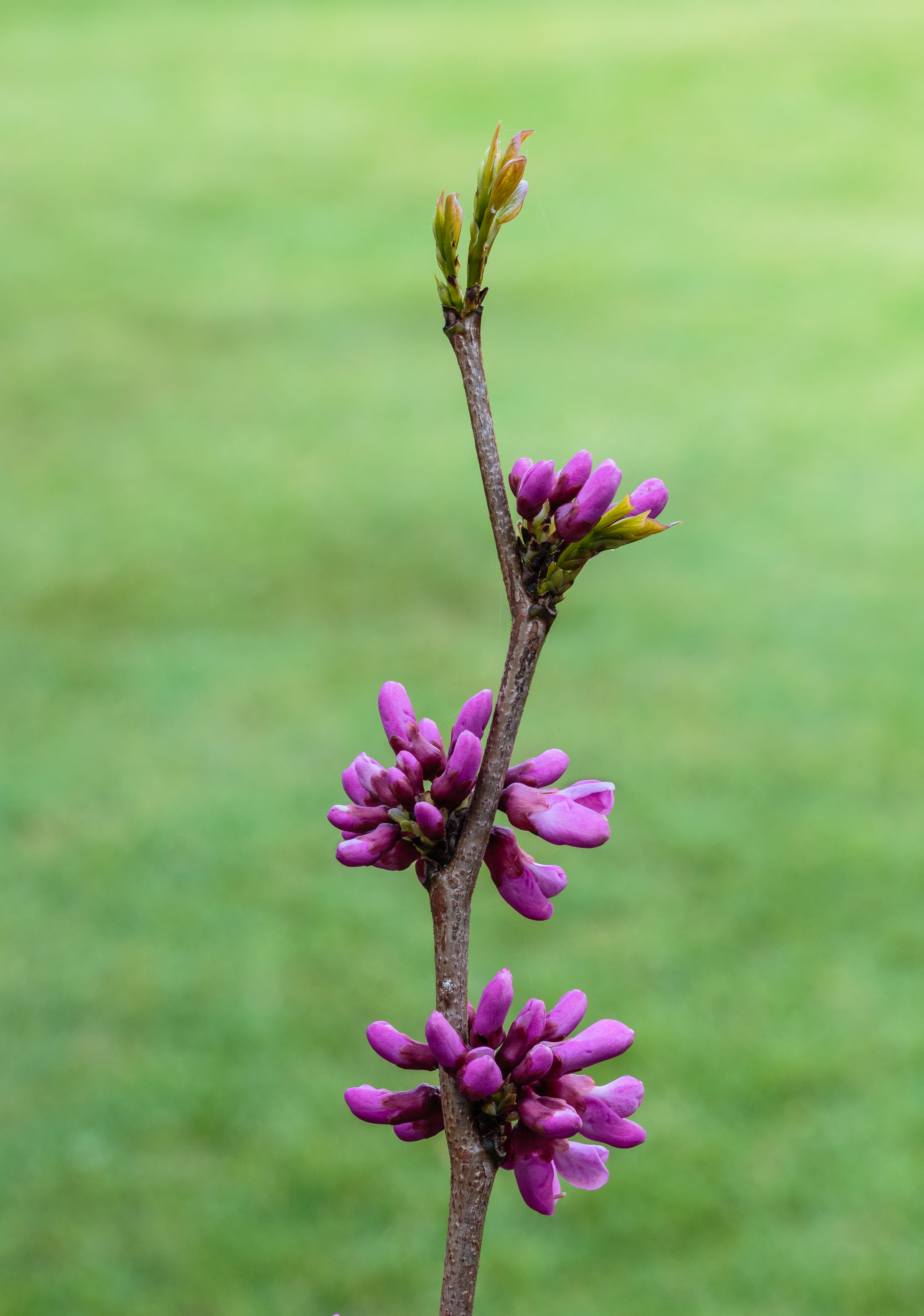
Gainier du Canada Forest Pansy.

Le gainier du Canada ou gainier rouge (Cercis canadensis) est une espèce de plantes à fleurs  de la famille des fabacées selon la classification phylogénétique (anciennement de la famille des césalpiniacées). C'est un petit arbre au feuillage caduc originaire d'Amérique du Nord. C’est l’arbre de l’État de l’Oklahoma.

## Description
Il atteint généralement entre 6 et 9 m de haut avec 8 à 10 mètres d’extension. Il a généralement un court tronc, souvent tordu et des branches étalées. Un arbre de 10 ans sera généralement haut d'environ 5 m. L’écorce est de couleur sombre, lisse. Plus tard, elle devient écailleuse avec une crête un peu apparente, parfois avec des taches marron. Les rameaux sont minces et en zigzags, presque noirs, parsemés de lenticelles plus légères. Les bourgeons d’hiver sont petits, arrondis et sombres, allant du rouge au marron. Les feuilles sont alternées, simples, en forme de cœur avec une marge entière. Leurs dimensions sont de 7 à 12 cm de long et large, minces, ressemblant à du papier et parfois légèrement velues dessous.

## Variétés
Selon ITIS (19 janvier 2019) :
- Cercis canadensis var. canadensis L.
- Cercis canadensis var. mexicana (Rose) M. Hopkins
- Cercis canadensis var. texensis (S. Watson) M. Hopkins